# موش کور پدر داوید
موش کور پدر داوید (نام علمی: Talpa davidiana) نام یک گونه از سرده موش کورهای اروپایی است.این موش فقط در استان کردستان،ایران یافت میشود.